# Törökök
A törökök (törökül: Türkler), azaz a török nép (Türk halkı) alatt általában a Törökország területén élő török ajkú illetve állampolgárságú embereket értjük. Törökországon kívül találhatunk török etnikumú lakosságot a volt Oszmán Birodalom utódállamaiban, illetve nagy számban Németország, Észak-Amerika, Ausztrália, Görögország, Ciprus, Bulgária és Szerbia (Koszovó) területén.

## Etimológia
A török kifejezés általában a Törökországban élőket jelöli, de használják a más országokban élő török nemzetiségű emberekre is, akkor is, ha már nem török állampolgárok.
A török melléknév/főnév valószínűleg a göktürk vagy köktürk („törökök gyökere”) népcsoport türük szavából származik (8. század), amellyel magukat nevezték. A szó talán a tatárjárás környékén kerülhetett át a magyar nyelvbe, majd az ü hang nyíltabbá vált. A türük szó a török nyelvbe türk formában öröklődött tovább.
A türk szó régi jelentése „erős”. A Törökországot jelölő Türkiye összetétel -iye ragja arab eredetű; jelentése: „tulajdonos” vagy „valamihez kapcsolódó”. A legtöbb nyelvbe a középkori latin Turchia alakból került át, i. sz. 1369 körül.
A „Törökország” (Türkiye) nevet hivatalosan az 1921-ben készült első török alkotmányban rögzítették először. A köztársaság kikiáltása után az 1924-es alkotmányban is megerősítették.
A török szó sokáig negatív értelemben volt használatos Európa országaiban, a keresztes hadjáratok idejétől kezdve egészen az Oszmán Birodalom végéig. A középkori keresztény országokban a török egyet jelentett a muzulmánnal, és olyan degradáló jelentések társultak hozzá, mint „barbár” és „hitetlen”.
A Türk (azaz „török”) kifejezésnek több jelentése is van a török nyelvben. Hivatalosan a török állampolgárokat jelöli. A köznyelvben a török etnikumra vonatkozik, és a mai török társadalom képtelen elválasztani egymástól a két jelentést, amely sok feszültség forrását eredményezi. Akárcsak a magyar nyelvben, a török (Türk) egyszerre főnév és melléknév, például:Türk müziği (török zene).
A Türki szót gyakran használják a török nyelveket vagy türk nyelveket beszélő népekre.
A türk szóval rokon türkmen népnév egyrészt a Közép-Ázsiában élő testvérnépet jelöli (lásd: Türkmének), másrészt használják a török sztyeppéken élő, fél-nomád életmódot folytató, a hagyományokat ápoló jörükökre is.

## Történelem
A török név a történelemben először a 6. században bukkant fel Közép-Ázsiában. A göktürkök kánságokat alapítottak, melyből kialakult a Göktürk Birodalom az Altaj hegység lábánál.
A török nyelvű népek (türk vagy török népek) a történelem folyamán államokat alapítottak Ázsiában, Európában és Afrikában, ahol saját, magukkal hozott kultúrájuk keveredett az elfoglalt területeken élő népek kultúrájával.
1072-ben érkeztek Anatóliába az oguz törökök közé tartozó szeldzsukok, miután hősük, Alp Arszlán győzelmet aratott a Bizánci Birodalom felett a manzikerti csatában. Anatólia addigi lakói számos korábbi nép leszármazottai voltak. (A történelem során éltek ezen a területen hettiták, urartuiak, trójaiak, lüdök, frígek, görögök, kelták, kimmerek, gótok, galaták, rómaiak, örmények.) A letelepedett törökök összeolvadtak a régió őslakóival.
Miután a manzikerti győzelem híre elterjedt, több török eredetű vezér (gazi) érkezett a Kaukázusból, Perzsiából és Közép-Ázsiából. Eközben megkezdődött a török nyelvű lakosság iszlámosítása, köszönhetően a régióban működő népszerű szúfi rendek elterjedésének.

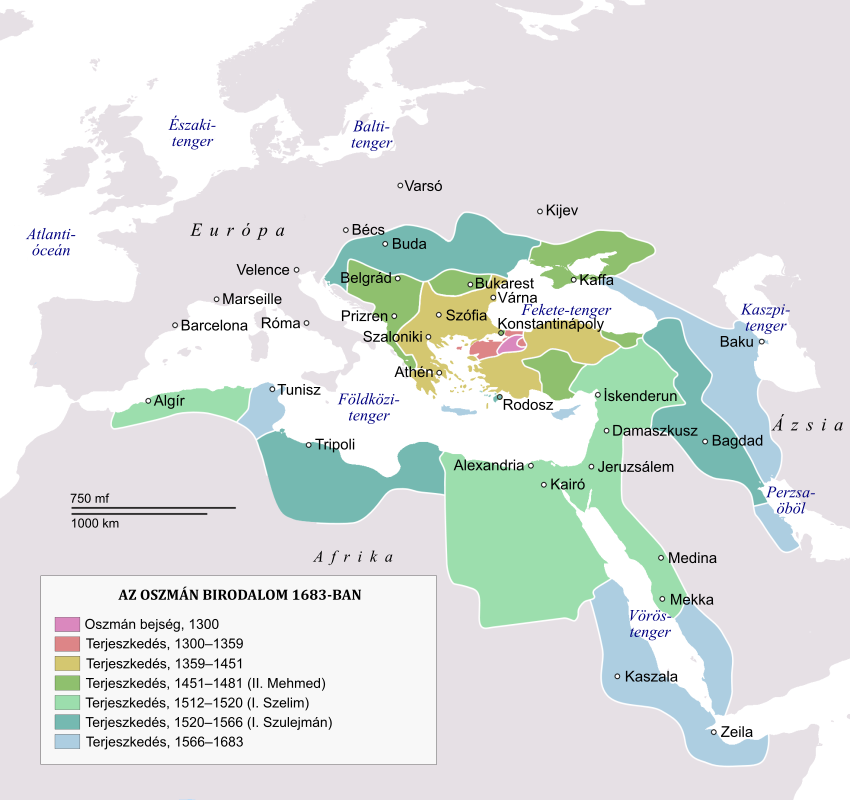
Az Oszmán Birodalom 1683 körül

A szeldzsuk törökök alatt szolgáló I. Oszmán volt az, aki a felügyelete alá vont területek egyesítésével megtörte a szeldzsukok uralmát, és létrehozta az Oszmán Birodalmat, mely évszázadokig fennállt.
A hódításoknak köszönhetően a 19. századra a törökök Európában, a Balkánon és a Közel-Keleten is megtalálhatóak voltak. A balkáni háborúk után bekövetkezett területveszteség miatt azonban sokan elhagyták a régiót. Az első világháború után a törökök elveszítették az arabok lakta területeiket is, végül pedig a Görögországban lakó törökök is visszatértek az anyaországba a lakosságcsere alkalmával (helyükre Törökországban élő görögöket telepítettek vissza).

## A mai törökök
A ma élő törökök elsősorban az Anatóliában valaha élt nemzetek leszármazottai.
Törökország területén kívül sok török él Németországban, a Benelux államokban, Cipruson, Bulgáriában, Trákiában (Görögország), Macedóniában és Romániában, de az angolszász országokban is nagy számú török emigráns él.

## Kultúra
Törökország kultúrája igen színes és sokrétű, köszönhetően az oszmán múltnak, a kultúrák keveredésének és az iszlám tradícióknak.
Gyakran említik, hogy a török kultúra a „kelet” és a „nyugat” egy igen érdekes és bonyolult keveréke.

### Konyhaművészet

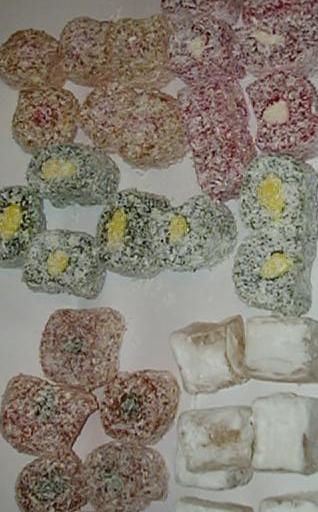
Lokum, azaz „Turkish Delight”, jellegzetes török édesség

A török konyhaművészet jól ismert Európában. A leggyakrabban használt alapanyagok: padlizsán, zöldpaprika, hagyma, lencse, bab, paradicsom, fokhagyma és uborka. A legkedveltebb gyümölcsféleségek közé tartozik a szőlő, az őszibarack, a cseresznye, a sárgadinnye, a füge, a citrom; a törökök kedvelik a magvakat és dióféléket: a pisztáciát, a mogyorót, a mandulát, a földimogyorót, a fenyőmagot, a pörkölt csicseriborsót. A leginkább használt fűszerek a petrezselyem (melynek csak a levelét hasznosítják), a köménymag, a feketebors, a paprika, a menta és a kakukkfű.
A török konyhát jelentősen befolyásolta az Oszmán Birodalom sokszínűsége, multikulturális környezete. Az oszmán konyhaművészet egyesítette a birodalom területén élő népek ételeit és elkészítési módszereit. A legnagyobb befolyást a görög és közel-keleti konyha gyakorolt rá, de keveredtek benne az ősi, közép-ázsiai török hagyományok is.
A legízletesebb fehér sajtok és joghurtok juhtejből készülnek. Népszerű köret a rizs (pilav) és a bulgur (összetört, főzött majd kiszárított búzakása). Az olívaolaj széleskörűen elterjedt, leginkább Törökország nyugati területein, ahol bőven találhatóak olajfaligetek. Az olívabogyó (zöld, fekete, rózsaszín) kedvelt előétel. A kenyér búzából, árpából és kukoricából készül. Jellegzetesen török kenyér a pide (pita) és a tandır ekmeği (tandır: szabadtéri, kerek tűzhely, melynek a belső oldalán sütik ki a kenyértésztát).

### Nyelv
A török nyelv (türkçe vagy türk dili) az altaji nyelvcsaládba, azon belül a türk nyelvek (török nyelvek) közé tartozik. Bár a többi türk nyelv (főleg az azeri és a türkmén, melyeket a volt Szovjetunió utódállamaiban beszélnek) közel áll a törökhöz, fontos különbségek vannak köztük a nyelvtan, a szókincs és a hangtan tekintetében. A világon élő török nyelvű emberek számát 61 millióra teszik, ebből 51,8 millió él Törökországban.
A török nyelvre jellemző tulajdonságok:
- agglutináló nyelv, azaz ragokat használ
- magánhangzó-harmónia: a ragok hangrendjének illeszkednie kell a szótő hangrendjéhez: ev-de (ház-ban), ada-da (sziget-en)
- nincs nyelvtani nem: o (ő)
- az altaji nyelvcsaládra jellemzően a melléknév megelőzi a főnevet: güzel pencere (szép ablak)
- az ige a mondat végén található: Ali Burcu'yu çok seviyor (Ali nagyon szereti Burcut)

A török nyelvet nyugati és keleti dialektusokra oszthatjuk, a modern török irodalmi nyelv az anatóliai dialektus Isztambulban beszélt változatára épül.

### Zene

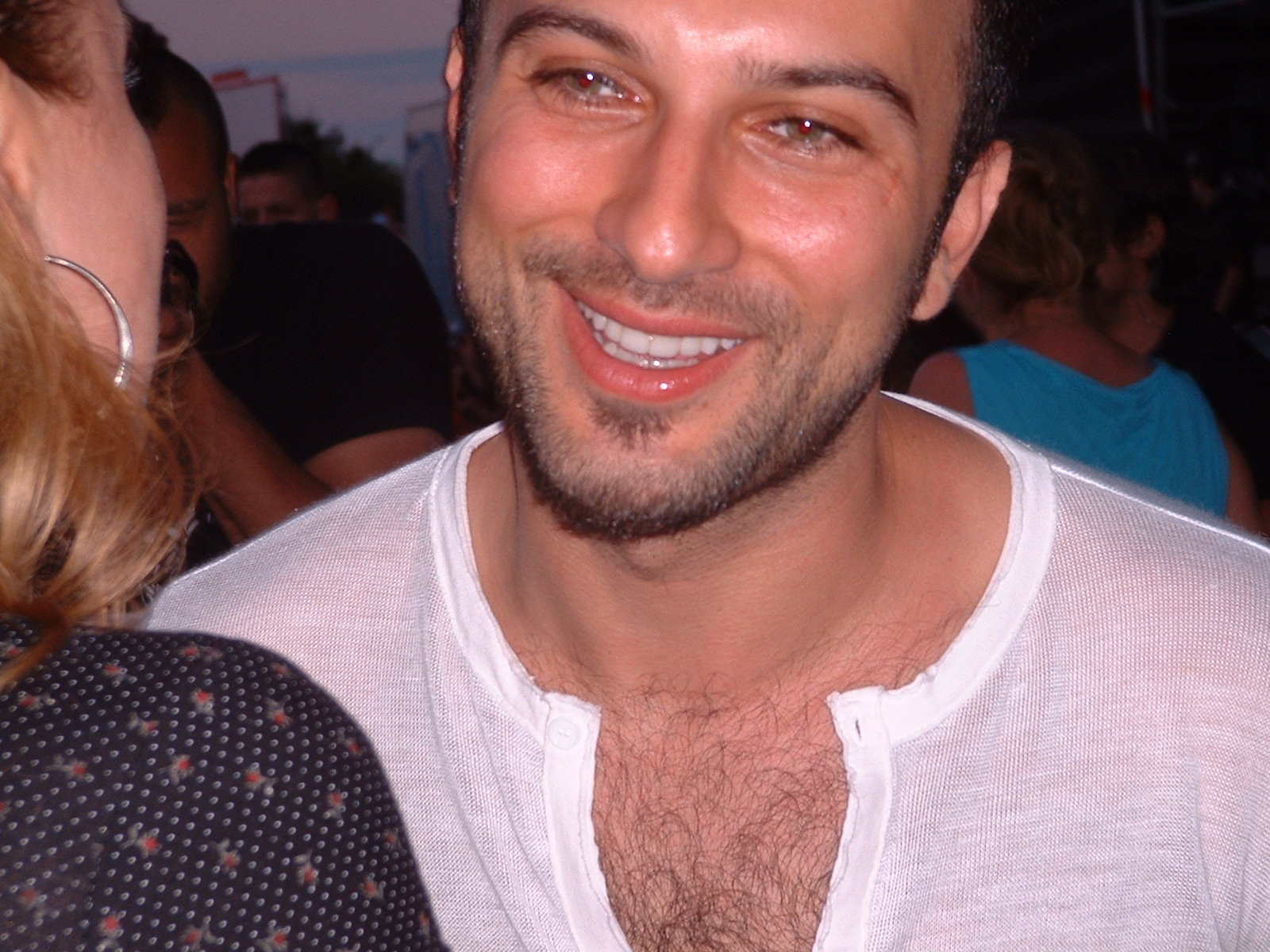
Tarkan, 2006.

Törökország tradicionális zenéje két fő hagyományhoz kötődik, melyek szorosan összefüggenek, mégis eltérő jellegűek. Az egyik a török népzene, melyet az anatóliai, balkáni és közel-keleti népek kultúrája határoz meg. A török népzene nem csak a közép-ázsiai türk népek zenéjére támaszkodik, de erőteljes kölcsönhatásban van a régió más népeinek zenéjével is. A másik zenei tradíció, a török klasszikus zene az oszmán elit társadalom zenéjét tükrözi, melyre erősen hatottak az iszlám (különösen az arab és a perzsa) kultúrák.
Az Oszmán Birodalom korában a török klasszikus zenét a palotákban játszott zene jelentette, míg a népzene a falvakban játszott zene volt. 1923-ban, a köztársaság kikiáltásával új korszak kezdődött: az új köztársaság céljai között szerepelt többek között az ország modernizálása és a nyugati kultúra támogatása, így az oszmánnak maradványnak nyilvánított isztambuli székhelyű klasszikus zene helyett a törökösnek számító anatóliai zenei világot népszerűsítették. Mindemellett támogatták a nyugati klasszikus zene terjesztését is, az ország modernizálásának egyik lépcsőfokaként.
Az 1960-as években a nyugati populáris zene Törökországot is elérte, törökül a hafif-batı müziği (könnyű nyugati zene) nevet kapta. A kommunista eszmék világméretű terjedésének következtében a török művészek a modern dallamokat népzenei elemekkel ötvözték, létrehozva az úgynevezett anatóliai rock műfaját.
Az 1970-es években elkezdődött a városiasodás: vidékről egyre többen költöztek a munkahelyet biztosító nagyvárosokba (leginkább Isztambulba), ám nagyon sokan nem tudtak hozzászokni az új környezethez, az urbanizációhoz, és ennek következtében létrejött egy új zenei műfaj, az arabeszk, „a szenvedés zenéje”, melyet néhány szakember az oszmán klasszikus zene „elferdítésének” minősített. Az arabeszk (Arabesque) zene a török népzene és a közel-keleti zene fúziója. A növekvő baloldali közösségek létrehozták saját protest-zenei stílusukat (özgün müzik, azaz „szabad zene”). A katonai kormányzat ideje alatt mind az arabeszk, mind az özgün zenét „elkorcsosodottnak” minősítették, és a török klasszikus zenét részesítették előnyben.
Az 1990-es évek elején lett népszerű a nyugati stílusú popzene, a világra nyitó modernizációs tendenciáknak köszönhetően. A popzene növekvő népszerűsége olyan nemzetközileg is ismert sztárokat emelt a magasba, mint Tarkan vagy az Eurovíziós Dalfesztivál győztese Sertab Erener.
A török népzene az 1990-es évek végén ismét középpontba került, és egyre népszerűbb.

### Televízió
Törökország első televíziócsatornája, a TRT 1964-ben kezdett sugározni. A csatorna bevételeinek 70%-át ma is az elektromos áramra és a televízió- illetve rádiókészülékekre kivetett adó teszi ki, 20%-a állami támogatás, és csak 10%-a reklámbevétel. Az állami csatorna mellett az országnak több, magánkézben lévő kereskedelmi csatornája is van, például az ATV, a CNN Türk, a Kanal D, a Samanyolu, a Show TV vagy a Star TV.
Törökországban rendkívül nézettek a helyi sorozatok, szinten minden nagyobb csatornának vannak saját, többnyire a mexikói szappanoperák történeteihez hasonló sorozatai. Népszerű volt például a Kurtlar Vadisi (melyen a Farkasok völgye: Irak című mozifilm alapszik), illetve az Avrupa Yakası (Európai oldal).
A sorozatok mellett a különböző talkshowk is népszerűek, mint például neves színész, Okan Bayülgen által vezetett Makine, vagy az arabeszk énekes İbrahim Tatlıses İbo Show-ja.

### Vallás
A törökök nagy többsége muzulmán, annak is a szunnita vagy hanafite ágát képviselik. Körülbelül 15-20%-ra becsülik az alevik számát, és nagy befolyása van a szúfi rendeknek (mevlevi, naksbandi) is. Az atatürki szekularizációs folyamatoknak köszönhetően a vallás inkább kulturális örökség a törököknél, mint dogma. Sokan csupán formálisan muzulmánok (születés jogán), de természetesen sokan valóban gyakorolják is a hitüket. Az iszlám mellett kis számban találhatunk még keresztényeket és zsidókat is.